# Большой Бейсуг
Большо́й Бейсу́г — село в Брюховецком районе Краснодарского края. Административный центр Большебейсугского сельского поселения.

## Варианты названия
- Ейско-Черниговский,
- Ейско-Черниговское[2].

## География

### Улицы
| - пер Береговой, - пер Матросова, - пер Пролетарский, - пер Школьный, - ул Береговая, - ул Гагарина, - ул Деркача, - ул Калинина, - ул Ленина, | - ул Матросова, - ул Мира, - ул Набережная, - ул Новая, - ул Пролетарская, - ул Степная, - ул Чапаева, - ул Шоссейная. |

## История
В 1963 году указом Президиума Верховного Совета РСФСР село Ейско-Черниговское переименовано в село Большой Бейсуг Каневского сельского района.

## Люди, связанные с селом
В селе родился российский учёный Анатолий Ильич Калашник.

## Население
| 2002 | 2010  |
| ---- | ----- |
| 1844 | ↘1580 |